# 10 szwadron pionierów
10 szwadron pionierów – pododdział kawalerii Wojska Polskiego.

## Historia szwadronu
W grudniu 1930 minister spraw wojskowych przeniósł rotmistrza Aleksandra Grabowieckiego i porucznika Wacława Bartosiaka do 16 pułku ułanów w Bydgoszczy z jednoczesnym przydziałem do 10 szwadronu pionierów.
Szwadron wchodził w skład Brygady Kawalerii „Toruń”, która w kwietniu 1934 została przemianowana na Brygadę Kawalerii „Bydgoszcz”.
Jednostka stacjonowała w garnizonie Bydgoszcz.
Żołnierze szwadronu nosili na czapkach rogatywkach szkarłatny otok, na kołnierzach kurtek i płaszczy proporczyki szkarłatno-czarne, a na naramiennikach numer porządkowy „10”.
13 sierpnia 1931 minister spraw wojskowych marszałek Polski Józef Piłsudski rozkazem G.M. 7759 I. zatwierdził wzór i regulamin odznaki pamiątkowej szwadronów pionierów.
Od lipca do września 1934 dwumiesięczne ćwiczenia praktyczne w szwadronie odbyli absolwenci VIII rocznika Szkoły Podchorążych Rezerwy Kawalerii w Grudziądzu: Stanisław Lipiec, Jan Pośpieszalski i Paweł Wójcik.
Bezpośredni nadzór nad szkoleniem i wychowaniem żołnierzy w szwadronie, jak również nadzór nad właściwym wykorzystaniem i konserwacją sprzętu saperskiego sprawował jeden z trzech dowódców grup saperów. Był on również kierownikiem corocznych koncentracji jednostek saperskich.
Od lipca do września 1936 dwumiesięczne ćwiczenia praktyczne w szwadronie odbyli absolwenci X rocznika Szkoły Podchorążych Rezerwy Kawalerii w Grudziądzu: Zbigniew Adamczyk, Kazimierz Wacław Schulz, Apolinary Witkowski i Zbigniew Płoski.
Od 1 kwietnia 1937 szwadron wchodził w skład Pomorskiej Brygady Kawalerii. Do października tego roku szwadron został zreorganizowany.
Od lipca do września 1938 dwumiesięczne ćwiczenia praktyczne w szwadronie odbyli absolwenci XII rocznika Szkoły Podchorążych Rezerwy Kawalerii w Grudziądzu: Kazimierz Adamski, Alfons Nowak i Zawisza Duszyński .
Rozkazem Departamentu Kawalerii Ministerstwa Spraw Wojskowych L.1147 z 10 lipca 1939 nakazano sformować zmotoryzowany pluton pionierów Pomorskiej BK przy szwadronie pionierów brygady. Do ogłoszenia mobilizacji pluton znajdował się w trakcie szkolenia i wyposażania w Modlinie, a na tabelę mob. 16 pułku ułanów zostałby wpisany prawdopodobnie wiosną 1940. Pluton motorowy pod dowództwem por. kaw. Bogusława Chojnackiego do szwadronu nie dołączył, lecz wziął udział w obronie Warszawy.
Od połowy lipca 1939 szwadron prowadził prace fortyfikacyjne na pozycji przesłaniania „Rytel”.
Zgodnie z uzupełnionym planem mobilizacyjnym „W” dowódca 16 pułku ułanów w Bydgoszczy był odpowiedzialny za przygotowanie i przeprowadzenie mobilizacji szwadronu pionierów nr 10. Jednostka była mobilizowana w alarmie, w grupie jednostek oznaczonych kolorem żółtym. 23 sierpnia 1939 została zarządzona mobilizacja jednostek „żółtych” na terenie Okręgu Korpusu Nr VIIII. Początek mobilizacji został wyznaczony na godz. 6.00 następnego dnia. Mobilizacja szwadronu odbyła się szybko i sprawnie. Szwadron przyjął organizację wojenną L.3023/mob.org. oraz został ukompletowany zgodnie z zestawieniem specjalności L.4023/mob.AR i wyposażony zgodnie z należnościami materiałowymi L.5023/mob.mat. 26 sierpnia szwadron przeszedł do m. W. Łąck.
31 sierpnia 1939 szwadron pozostawał w dyspozycji dowódcy Grupy Operacyjnej  „Czersk”. W czasie kampanii wrześniowej szwadron pionierów nr 10 walczył w składzie Pomorskiej BK. Z relacji ppor. Kazimierza Schulza wynika, że pierwszego dnia wojny szwadron został rozdzielony plutonami do poszczególnych pułków, a jemu powierzono funkcję oficera regulującego ruch oddziałów niszczących na linii kolejowej Czersk–Laskowice. Po wykonaniu zadania ppor. Schulz wycofał się do Torunia, skąd został skierowany do Garwolina. Następnie wziął udział w obronie Warszawy, dowodząc plutonem w dywizjonie pieszym 12 pułku ułanów rtm. Antoniego Kropielnickiego.
Zgodnie z tym samym planem mob. szwadron zapasowy 2 pułku szwoleżerów we Włocławku mobilizował w I rzucie mobilizacji powszechnej uzupełnienie marszowe szwadronu pionierów nr 10. Jednostka miała osiągnąć gotowość czwartego dnia mobilizacji powszechnej. Uzupełnienie marszowe było jednostką podległą dowódcy Okręgu Korpusu Nr VIII, a zaopatrywana przez dowódcę Armii „Pomorze”.
Zmobilizowany szwadron pionierów nr 10 i jego uzupełnienie marszowe przynależały pod względem ewidencji do Ośrodka Zapasowego Kawalerii „Grudziądz”.

## Kadra szwadronu
Dowódcy szwadronu
- rtm. Aleksander Grabowiecki (XII 1930[1][33] – 1936)
- rtm. Kazimierz Stefanowski[a] (1939[4])
- rtm. Marceli Woś (do IX 1939[36][24])

Obsada personalna w marcu 1939
- dowódca szwadronu – rtm. Kazimierz Stefanowski
- dowódca plutonu – rtm. Marceli Woś
- dowódca plutonu – por. kaw. Bogusław Chojnacki

Obsada personalna we wrześniu 1939
- dowódca szwadronu – rtm. Marceli Woś
- dowódca plutonu – ppor. kaw. rez. Kazimierz Wacław Schulz[b]